# Winnertzia palpina
Winnertzia palpina är en tvåvingeart som beskrevs av Boris Mamaev 2006. Winnertzia palpina ingår i släktet Winnertzia och familjen gallmyggor. Inga underarter finns listade i Catalogue of Life.